# From Hell (strip)

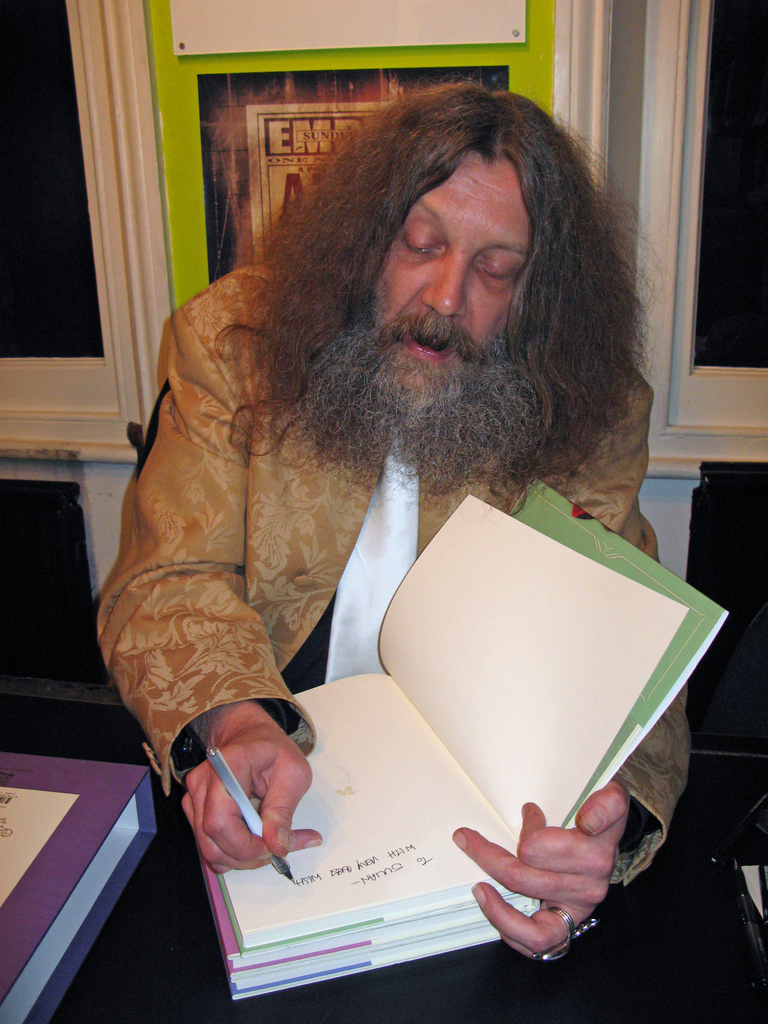
Alan Moore

From Hell is een bijna 600 pagina's tellende Trade Paperback van de Engelse schrijver Alan Moore en de Schotse tekenaar Eddie Campbell. Hierin wordt een tiendelige, eerder verschenen, comicminiserie gebundeld waarin Moore zijn feitenkennis heeft losgelaten op het Jack the Ripper-mysterie. From Hell illustreert een aangepaste theorie van die van Stephen Knight over wie de Ripper mogelijk was en hoe en waarom hij deed wat hij deed.
Het vuistdikke From Hell is geheel in zwart/wit getekend door Campbell en heeft zich zo exact mogelijk aan waargebeurde feiten willen houden. Moore benadrukt dat door het hele werk te voorzien van zoveel voetnoten, dat er in de losse miniserie een extra deel uitgegeven moest worden om ze allemaal in op te nemen (From Hell: The Dance of the Gull-Catchers). In die extra uitgave geeft Moore ook aan welke stukken hij niet hard kan maken. De titel From Hell komt ook van een bestaand briefje dat door sommige autoriteiten in Engeland wordt gezien als afkomstig van de Ripper.
Wie het volgens Moores hier tentoongestelde theorie was, wordt relatief vroeg duidelijk gemaakt. Dat is niet de invalshoek waar het de Brit om gaat. Moores verhaal draait met name om hoe de 'man' tot zijn daden is gekomen, waarom de modus operandi zo kon zijn zoals is aangetroffen bij de vermoorde vrouwen en waarom de Ripper weg kon komen zonder dat zijn zaak ooit opgelost is. Daarbij heeft de schrijver veel aandacht voor occultisme, de illuminati, symboliek en de betekenis van verschillende belangrijke locaties in het mysterie.

## Prijzen
From Hell won in loop van jaren verschillende prijzen, waaronder:
- Will Eisner-award voor beste serie van 1993
- Will Eisner-award voor beste grafische album in herdruk 2000

## Artikelen
- ZozoLala 110 (2000) - From Hell: Zijn dit de dagen die mijn dood me zal besparen?
- ZozoLala 110 (2000) - Alan Moore schrijft geschiedenis: 'We zijn allemaal onbetrouwbare getuigen'

## Film
From Hell werd in 2001 als From Hell verfilmd door Albert en Allen Hughes. Moore heeft met klem afstand genomen van wat zij inhoudelijk van zijn verhaal hebben gemaakt.